# Міжнародний готель і вежа Трампа
Міжнародний готель і вежа Трампа (англ. Trump International Hotel and Tower) — хмарочос, розташований у Чикаго, США. Висота 98-поверхового будинку становить 423 метри і він є сьомим за висотою будинком США. Будівництво було розпочато в 2005 і завершено в 2009 році.